# Obetia madagascariensis
Obetia madagascariensis är en nässelväxtart som beskrevs av Hugh Algernon Weddell. Obetia madagascariensis ingår i släktet Obetia och familjen nässelväxter. Inga underarter finns listade i Catalogue of Life.